# Habronematose

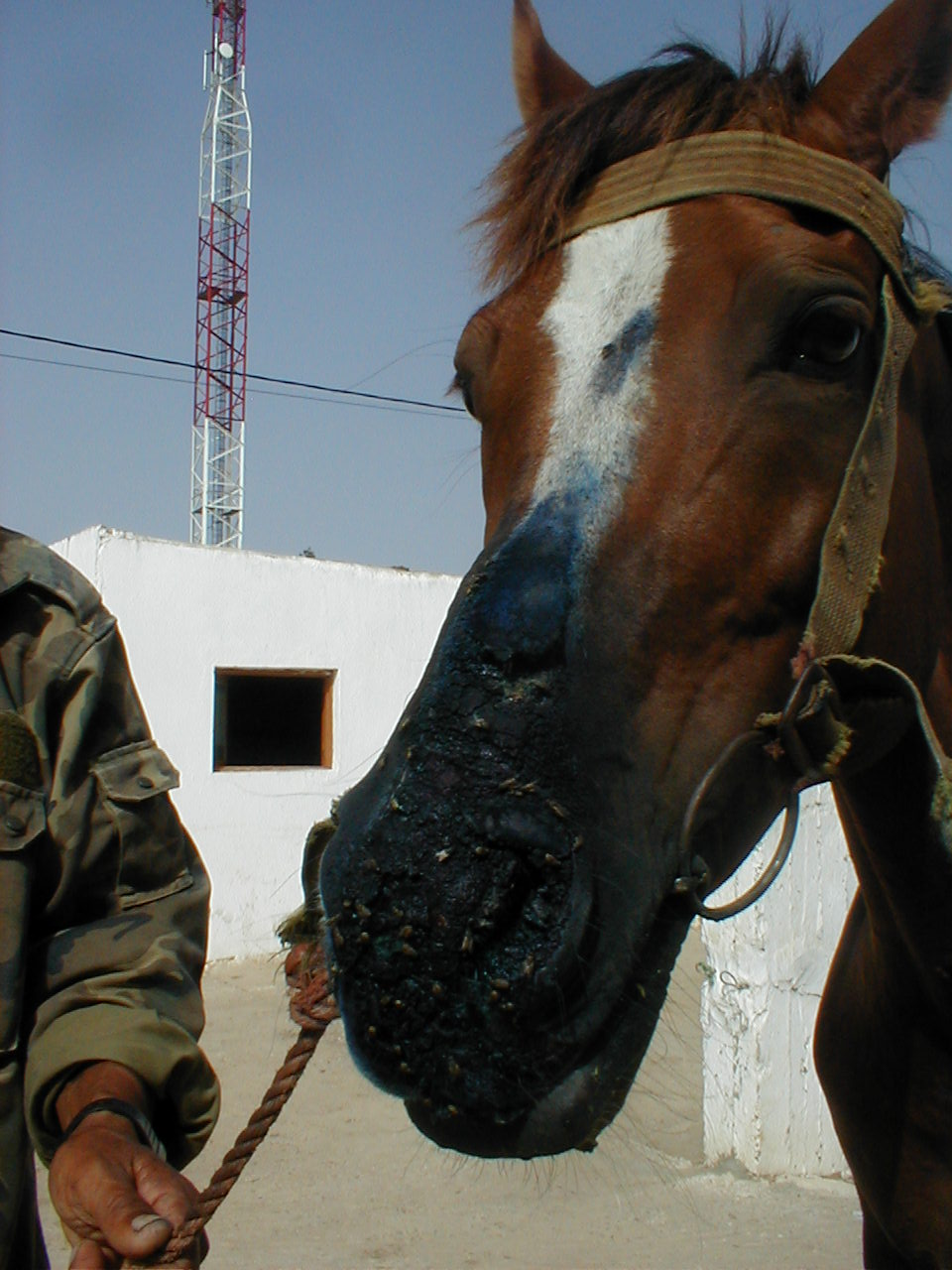
Hautform der Habronematose. Die Blaufärbung resultiert aus der Laienbehandlung mit Methylenblau durch den Besitzer.

Als Habronematose bezeichnet man den Befall von Pferden mit den Fadenwürmern Habronema microstoma, Habronema muscae und Draschia megastoma. Er kommt weltweit vor, verstärkt in warmen feuchten Regionen. Diese Fadenwürmer besiedeln als Adulte den Magen, rufen hier aber meist nur eine leichte Gastritis aus, die klinisch aber meist ohne Symptome einhergeht. Draschia megastoma kann große fibröse Knoten in der Magenschleimhaut verursachen, die auch klinisch relevant werden können. Die Entwicklung der Larven dieser Parasiten erfolgt in Fliegenmaden und die erwachsene Fliege überträgt die Larven in die Mundregion des Pferdes, von wo sie abgeschluckt werden.
Problematisch ist vor allem die Hautform der Habronematose (kutane Habronematose, „Sommerwunden“). Hier setzen die Fliegen die Larven in Wunden oder andere Hautläsionen ab. Bevorzugt sind die Kopfregion, manchmal auch die Bindehäute, bei Hengsten Penis und Vorhaut betroffen. Hier rufen die Larven eine granulomatöse Hautentzündung hervor, die zu wuchernden, nicht abheilenden Hautveränderungen führt. Durch das Jucken kann es zur weiteren Selbsttraumatisierung der betroffenen Hautbezirke kommen. Dabei entstehen erhabene, rötlich-braune, blumenkohlartige Veränderungen, die einen Durchmesser von bis zu 8 cm haben können. Später können sich die Hautveränderungen zu chronischen bindegewebigen Veränderungen entwickeln, die gewöhnlich erst mit Ende der Fliegensaison abheilen. Bei Befall der Bindehaut (okuläre Habronematose) entstehen dort kleine Geschwüre und eine permanente Konjunktivitis mit Tränenfluss.
Die Diagnose wird beim Befall des Magens durch eine Kotuntersuchung auf Eier und / oder Larven gestellt. Bei der kutanen Habronematose kann die Diagnose anhand des klinischen Bildes und dem Larvennachweis aus der Läsion gestellt werden. Die Larven können im Abklatsch oder Hautgeschabsel anhand des kleinen spitzen Knötchens am Schwanz erkannt werden. Die Behandlung erfolgt systemisch mit Ivermectin, gegebenenfalls können zusätzlich nichtsteroidale Entzündungshemmer oder lokal glucocorticoidhaltige Salben zur Entzündungshemmung angewendet werden. Bei Zuchthengsten mit Befall des Penis muss eine Deckpause eingelegt werden.